# Gustaf Daniel Heüman

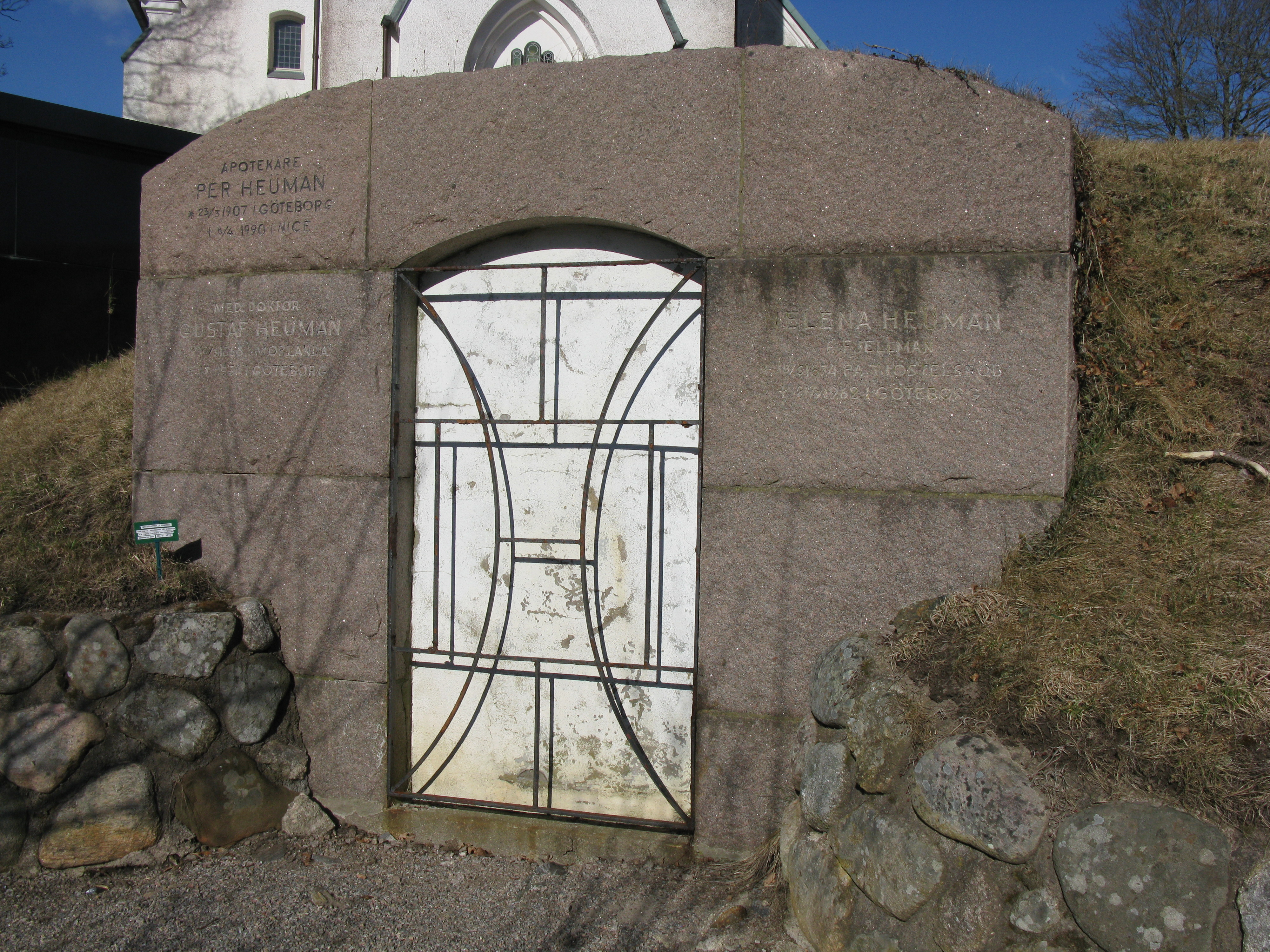
Gustaf Daniel Heümans familjegrav.

Gustaf Daniel Heüman, född den 15 augusti 1868 i Morlanda församling i Göteborgs och Bohus län, död den 18 juli 1934 i Göteborg, var en svensk läkare.
Heüman avlade studentexamen i Göteborg 1886, bedrev därefter studier i Lund och Stockholm och avlade medicine licentiatexamen 1897. Han var sedermera järnvägsläkare och praktiserande läkare i Falkenberg 1897-1902. Åren 1898-1902 satt han i stadsfullmäktige där. År 1902 studerade han i Heidelberg och blev medicine doktor i Stockholm 1902. Från 1902 var han praktiserande läkare i Göteborg.
Gustaf Daniel Heüman var son till kontraktsprosten Carl August Heüman och Elise Björck, dotter till Gustaf Daniel Björck. Sedan 1898 var han gift med Helena Fjellman, dotter till överste Mathias Fjellman och Anna Pettersson. De var föräldrar till Maths och Gösta Heuman. Gustaf Daniel Heüman var bror till Elis Daniel Heüman och Carl Heuman samt morbror till Gunnar och Gerhard Rexius.

## Gravkammare
Gustaf Daniel Heüman och hans fru Helena, född Fjellman, är gravsatta i en gravkammare  på Ljungs nya kyrkogård inom Ljungskile församling.